# Lijst van nummer 1-hits in de Nederlandse Single Top 100 in 2021
Deze hits stonden in 2021 op nummer 1 in de Nederlandse Single Top 100.
| Nummer | Datum        | Artiest                                              | Titel                                 |
| ------ | ------------ | ---------------------------------------------------- | ------------------------------------- |
| 767    | 2 januari    | Mariah Carey                                         | All I Want for Christmas Is You       |
| 827    | 9 januari    | Tiësto                                               | The Business                          |
| 828    | 16 januari   | Olivia Rodrigo                                       | Drivers License                       |
|        | 23 januari   | Olivia Rodrigo                                       | Drivers License                       |
|        | 30 januari   | Olivia Rodrigo                                       | Drivers License                       |
|        | 6 februari   | Olivia Rodrigo                                       | Drivers License                       |
|        | 13 februari  | Olivia Rodrigo                                       | Drivers License                       |
|        | 20 februari  | Olivia Rodrigo                                       | Drivers License                       |
| 829    | 27 februari  | Nathan Evans                                         | Wellerman (220Kid x Billen Ted Remix) |
|        | 6 maart      | Nathan Evans                                         | Wellerman (220Kid x Billen Ted Remix) |
| 830    | 13 maart     | Bilal Wahib feat. Ronnie Flex                        | 501                                   |
|        | 20 maart     | Bilal Wahib feat. Ronnie Flex                        | 501                                   |
|        | 27 maart     | Bilal Wahib feat. Ronnie Flex                        | 501                                   |
| 831    | 3 april      | Justin Bieber, Daniel Caesar & Giveon                | Peaches                               |
|        | 10 april     | Justin Bieber, Daniel Caesar & Giveon                | Peaches                               |
|        | 17 april     | Justin Bieber, Daniel Caesar & Giveon                | Peaches                               |
|        | 24 april     | Justin Bieber, Daniel Caesar & Giveon                | Peaches                               |
| 832    | 1 mei        | Snelle & Maan                                        | Blijven slapen                        |
|        | 8 mei        | Snelle & Maan                                        | Blijven slapen                        |
|        | 15 mei       | Snelle & Maan                                        | Blijven slapen                        |
| 833    | 22 mei       | Ronnie Flex & Emma Heesters ft. Kris Kross Amsterdam | Alles wat ik mis                      |
| 834    | 29 mei       | Måneskin                                             | Zitti e buoni                         |
| 835    | 5 juni       | Olivia Rodrigo                                       | Good 4 U                              |
|        | 12 juni      | Olivia Rodrigo                                       | Good 4 U                              |
|        | 19 juni      | Olivia Rodrigo                                       | Good 4 U                              |
|        | 26 juni      | Olivia Rodrigo                                       | Good 4 U                              |
|        | 3 juli       | Olivia Rodrigo                                       | Good 4 U                              |
| 836    | 10 juli      | Måneskin                                             | Beggin'                               |
| 837    | 17 juli      | The Kid Laroi & Justin Bieber                        | Stay                                  |
|        | 24 juli      | The Kid Laroi & Justin Bieber                        | Stay                                  |
|        | 31 juli      | The Kid Laroi & Justin Bieber                        | Stay                                  |
|        | 7 augustus   | The Kid Laroi & Justin Bieber                        | Stay                                  |
|        | 14 augustus  | The Kid Laroi & Justin Bieber                        | Stay                                  |
| 838    | 21 augustus  | Mart Hoogkamer                                       | Ik ga zwemmen                         |
|        | 28 augustus  | Mart Hoogkamer                                       | Ik ga zwemmen                         |
|        | 4 september  | Mart Hoogkamer                                       | Ik ga zwemmen                         |
| 839    | 11 september | $hirak, Ronnie Flex, Yssi SB en Lil' Kleine          | Uhuh                                  |
|        | 18 september | $hirak, Ronnie Flex, Yssi SB en Lil' Kleine          | Uhuh                                  |
| 840    | 25 september | Farruko                                              | Pepas                                 |
| 841    | 2 oktober    | CKay, Joeboy & Kuami Eugene                          | Love Nwantiti (Ah ah ah)              |
|        | 9 oktober    | CKay, Joeboy & Kuami Eugene                          | Love Nwantiti (Ah ah ah)              |
|        | 16 oktober   | CKay, Joeboy & Kuami Eugene                          | Love Nwantiti (Ah ah ah)              |
| 842    | 23 oktober   | Adele                                                | Easy On Me                            |
|        | 30 oktober   | Adele                                                | Easy On Me                            |
| 841    | 6 november   | CKay, Joeboy & Kuami Eugene                          | Love Nwantiti (Ah ah ah)              |
| 843    | 13 november  | Yade Lauren                                          | In de nacht                           |
| 844    | 20 november  | Acraze                                               | Do It to It                           |
| 842    | 27 november  | Adele                                                | Easy On Me                            |
|        | 4 december   | Adele                                                | Easy On Me                            |
| 845    | 11 december  | MEAU                                                 | Dat heb jij gedaan                    |
| 846    | 18 december  | Kris Kross Amsterdam, Antoon & Sigourney K           | Vluchtstrook                          |
|        | 25 december  | Kris Kross Amsterdam, Antoon & Sigourney K           | Vluchtstrook                          |

Lijsten van nummer 1-hits in de Nederlandse Top 40

1965 ·
1966 ·
1967 ·
1968 ·
1969 ·
1970 ·
1971 ·
1972 ·
1973 ·
1974 ·
1975 ·
1976 ·
1977 ·
1978 ·
1979 ·
1980 ·
1981 ·
1982 ·
1983 ·
1984 ·
1985 ·
1986 ·
1987 ·
1988 ·
1989 ·
1990 ·
1991 ·
1992 ·
1993 ·
1994 ·
1995 ·
1996 ·
1997 ·
1998 ·
1999 ·
2000 ·
2001 ·
2002 ·
2003 ·
2004 ·
2005 ·
2006 ·
2007 ·
2008 ·
2009 ·
2010 ·
2011 ·
2012 ·
2013 ·
2014 ·
2015 ·
2016 ·
2017 ·
2018 ·
2019 ·
2020 ·
2021 ·
2022 ·
2023 ·
2024 ·
2025

Lijsten van nummer 1-hits in de Nederlandse Single Top 100

1969 ·
1970 ·
1971 ·
1972 ·
1973 ·
1974 ·
1975 ·
1976 ·
1977 ·
1978 ·
1979 ·
1980 ·
1981 ·
1982 ·
1983 ·
1984 ·
1985 ·
1986 ·
1987 ·
1988 ·
1989 ·
1990 ·
1991 ·
1992 ·
1993 ·
1994 ·
1995 ·
1996 ·
1997 ·
1998 ·
1999 ·
2000 ·
2001 ·
2002 ·
2003 ·
2004 ·
2005 ·
2006 ·
2007 ·
2008 ·
2009 ·
2010 ·
2011 ·
2012 ·
2013 ·
2014 ·
2015 ·
2016 ·
2017 ·
2018 ·
2019 ·
2020 ·
2021 ·
2022 ·
2023 ·
2024 ·
2025

Lijsten van nummer 1-hits in de 538 Top 50

2019 ·
2020 ·
2021 ·
2022 ·
2023 ·
2024 ·
2025
- Nederland (Top 40)
- Nederland (Single Top 100)
- Nederland (538 Top 50)
- Nederland (3FM Mega Top 30)
- Nederland (Outlaw 41)
- Nederland (Verrukkelijke 15)
- Nederland (Graadmeter)
- Vlaanderen (Radio 2 Top 30)
- Vlaanderen (Ultratop 50)
- Vlaanderen (Top 30 van Ultratop)
- Wallonië
- Australië
- Canada
- Denemarken
- Duitsland
- Ierland
- Nieuw-Zeeland
- Oostenrijk
- Polen
- Verenigd Koninkrijk
- Verenigde Staten (Hot 100)
- Zweden
- Zwitserland